# Recessus costomediastinalis

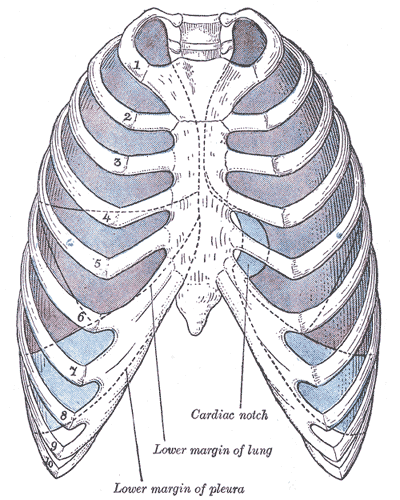
Vooraanzicht van de thorax, met de longen in paars, en de pleura in blauw.

De recessus costomediastinalis is een potentiële ruimte in de thorax, aan de rand van het mediastinum en de costale pleura. Het helpt de longen te vergroten tijdens diepe inspiratie, hoewel de rol niet zo belangrijk is als de recessus costodiaphragmaticus, die meer volume heeft. De long breidt uit naar de recessus costomediastinalis zelfs tijdens rustige inspiratie. De recessus costamediastinalis is het duidelijkst zichtbaar in de cardiale inkeping van de linkerlong.